# Thank You (Stone Temple Pilots)
Thank You è la prima raccolta di successi ufficiale dell'alternative rock band Stone Temple Pilots, pubblicata per la prima volta in tutto il mondo l'11 novembre 2003 dall'Atlantic Records. La raccolta include 13 grandi successi della band, il singolo inedito All In The Suit That You Wear ed una versione acustica di Plush registrata live nel 1992.

## L'album
Thank You include la maggior parte dei singoli commercializzati della band tra il 1992 e il 2001 (dagli album Core, Purple, Tiny Music... Songs from the Vatican Gift Shop, No. 4 e Shangri-La Dee Da), anche se alcune canzoni degne di nota, quali Dead & Bloated, Crackerman, Unglued, la loro versione del brano Dancing Days dei Led Zeppelin, e Hollywood Bitch, brani conosciuti e molto apprezzati dai fans nonché modesti successi rock radiofonici, sono stati omessi dalla compilation.
Il Greatest Hits è stato pubblicato in due diverse edizioni:
- Edizione standard: 1 CD
- Edizione Deluxe: 1 CD + 1 DVD (contenente performance live, rarità, tra cui una performance della canzone Sweet Emotion degli Aerosmith, con la partecipazione di Steven Tyler e Joe Perry), e video musicali che ripercorrono la carriera della band).

Thank You è stato giudicato "quasi perfetto" da Stephen Erlewine di AllMusic, che ha scritto che "Gli Stone Temple Pilots hanno fatto musica che suonava alla grande al momento e anche meglio ora" e che la musica della band ha "resistito alla prova del tempo". I critici della rivista Rolling Stone, che inizialmente avevano etichettato gli Stone Temple Pilots come la peggior band esordiente nel gennaio 1994, hanno dato alla compilation 4 stelle su 5.

## Big Bang Babies
Inizialmente la pubblicazione del Greatest Hits era prevista per l'ottobre 2000 anche se con il titolo "Big Bang Babies". Oltre a dodici dei più grandi successi della band, la raccolta avrebbe dovuto contenere quattro nuove canzoni, tra cui Heed The Water Whisperer, The Way She Moves e You Can't Drive Me Away (si pensa siano state registrate a New York circa nella metà del 2000 con il produttore Brendan O'Brien, ma ad oggi sono rimaste ancora inedite). Il progetto fu poi temporaneamente accantonato e gli Stone Temple Pilots rientrarono in studio l'anno successivo per registrare nuovo materiale per l'album Shangri-La Dee Da, pubblicato il 19 giugno.

## Tracce
1. Vasoline – 2:57 (Weiland, R. DeLeo, D. DeLeo)
2. Down – 3:50 (Weiland, R. DeLeo)
3. Wicked Garden – 4:07 (testo: Weiland – musica: R. DeLeo, D. DeLeo)
4. Big Empty – 4:50 (Weiland, R. DeLeo, D. DeLeo)
5. Plush – 5:13 (testo: Weiland, Kretz – musica: R. DeLeo)
6. Big Bang Baby – 3:24 (Weiland, R. DeLeo)
7. Creep – 5:34 (testo: Weiland, R. DeLeo – musica: R. DeLeo)
8. Lady Picture Show – 4:08 (Weiland, R. DeLeo)
9. Trippin' on a Hole in a Paper Heart – 2:57 (Weiland, Kretz)
10. Interstate Love Song – 3:15 (Weiland, R. DeLeo, D. DeLeo)
11. All in the Suit That You Wear – 3:41 (Weiland, R. DeLeo, D. DeLeo, Kretz)
12. Sex Type Thing – 3:40 (testo: Weiland – musica: D. DeLeo, Kretz)
13. Days of the Week – 2:37 (Weiland, D. DeLeo)
14. Sour Girl – 4:18 (Weiland, D. DeLeo)
15. Plush (Acoustic Version) – 3:50 (testo: Weiland, Kretz – musica: R. DeLeo)

Traccia bonus
1. Long Way Home (Live) – 3:50

## Formazione
- Scott Weiland – voce
- Dean DeLeo – chitarra
- Robert DeLeo – basso
- Eric Kretz – batteria